# Таиландско-украинские отношения
Таиландско-украинские отношения — дипломатические отношения между Таиландом и Украиной. В течение 25 лет между странами было подписано 18 двусторонних договорно-правовых документов, ещё несколько проектов находятся на согласовании сторон. Украина активно сотрудничает с Таиландом в рамках ООН и других международных организаций.

## Начало дипломатических отношений
26 декабря 1991 года Королевство Таиланд признало независимость Украины, с чего и начались их международные отношения. 6 мая 1992 года, путем обмена соответствующих нот, были установлены дипломатические отношения между этими двумя, уже дружественными, государствами.

## Развитие дипломатических отношений
С 22-го октября 2002 года в Таиланде начало свою деятельность Посольство Украины, что послужило новым толчком для укрепления международных связей между странами. Королевство Таиланд поддержало Украину в намерении вступить в Всемирную торговую организацию (ВТО). Также был подписан двусторонний Протокол между Украиной и Таиландом по доступу на рынки товаров и услуг в контексте вступления Украины в ВТО.
- Сентябрь 2003 года — тайские представители посещают Киев с целью провести переговоры с представителями Верховной Рады Украины, Министерства иностранных дел, Торгово-промышленной палаты Украины[укр.] и бизнес-структур.
- С 9-го по 11-е марта 2004 года — второй Президент Украины Леонид Данилович Кучма совершил официальный визит в Таиланд. В ходе визита состоялись встречи Президента Украины с Королём Таиланда П. Адульядетом, премьер-министром страны, а также переговоры в составе официальных делегаций. Президент Украины также принял участие в бизнес-форуме, организованном при содействии Федерации промышленников Таиланда.
- 2007 год — Таиланд посетили ряд украинских делегаций. Парафирован проект Соглашения о торгово-экономическом сотрудничестве.
- Июнь 2007 года — визит тайской делегации во главе с министром коммерции К.Джирапаетом[уточнить] в Киев. В рамках визита тайские представители провели переговоры с руководством Министерства экономики и Торгово-промышленной палатой (ТПП) Украины. Стороны подтвердили обоюдную заинтересованность в углублении двустороннего сотрудничества.
- Май 2008 года — официальное открытие Почётного Консульства Таиланда в Украине.
- Июнь 2008 года — вступило в силу Соглашение об отмене визовых требований для предъявителей дипломатических, служебных и официальных паспортов.
- 9-е сентября 2009 года — проведен первый раунд политических консультаций между МИД Украины и МИД Королевства Таиланд на уровне заместителей министров в Киеве.

## Двустороннее сотрудничество в сфере обороны
- С 18-го по 20-е марта 2012 года — рабочий визит на Украину Главнокомандующего Королевской Тайской Армии генерала Прают Чан-Оча.
- С 9-го по 13-е октября 2012 года — официальный визит на Украину Министра обороны Таиланда, главного маршала авиации С. Суванатата[англ.]. Во время визита было подписано Соглашение между Кабинетом Министров Украины и Правительством Королевства Таиланд о сотрудничестве в сфере обороны.
- С 29-го до 31-го января 2013 года — официальный визит в Таиланд Министра обороны Украины.
- С 3-го по 7-е сентября 2013 года — официальный визит в Королевство Таиланд Командующего Сухопутных войск Вооруженных сил Украины по приглашению Главнокомандующего Королевской Тайской Армии генерала Прают Чан-Оча.
- С 28-го октября по 3-е ноября 2015 года — рабочий визит в Таиланд Первого заместителя Секретаря СНБО Украины О. В. Гладковского.
- С 1-го по 4-е ноября 2015 года — Таиланд посетил с рабочим визитом Министр обороны Украины С. Т. Полторак.
- 28-е апреля 2016 года — в Пекине в рамках Пятой встречи министров иностранных дел государств-членов и наблюдателей СВМДА, Министр иностранных дел Украины П. А. Климкин встретился со своим тайским коллегой Д. Прамудвинаем[англ.]. В ходе встречи стороны, в частности, согласовали график политических контактов на ближайшую перспективу, обсудили вопросы взаимодействия в рамках международных организаций и военно-технического сотрудничества между Украиной и Таиландом.
- С 14-го по 16-е сентября 2016 года — по приглашению Министра обороны Украины С. Т. Полторака состоялся визит на Украину делегации оборонного ведомства Таиланда во главе с заместителем Министра обороны У. Ситабутром[англ.]. Были обсуждены вопросы реализации Украиной внешнеэкономических договоров с Таиландом на поставку бронетехники и возможности организации на территории Королевства предприятия по ремонту и обслуживанию бронетанковой техники.
- С 3-го по 7-е ноября 2017 года — рабочий визит в Королевство Таиланд Министра обороны Украины С. Т. Полторака для участия в международной выставке «Оборона и безопасность — 2017» и проведение переговоров с военно-политическим руководством Таиланда.

## Укрепление политических и экономических отношений
- 5-е июня 2017 года — в рамках первого в истории двусторонних украинский-тайских отношений официального визита Министра иностранных дел Украины в Таиланд состоялась встреча Павла Климкина с тайским коллегой — Доном Прамудвинаем, Министром иностранных дел Королевства Таиланд. По итогам переговоров сторонами был подписан Договор между Украиной и Королевством Таиланд о взаимной правовой помощи по уголовным делам и Торговое Соглашение между Правительством Украины и Правительством Королевства Таиланд.
- С 12-го по 13-е июня 2017 года — рабочий визит в Таиланд Первого заместителя Генерального прокурора Украины Д. А. Сторожука. В ходе визита было подписано Соглашение между Генеральной прокуратурой Украины и Офисом Генерального прокурора Королевства Таиланд о взаимном сотрудничестве в сфере предупреждения правонарушений и обмена информацией по розыску лиц, совершивших правонарушения.

## Сотрудничество в рамкахООН
В 2004-м и 2005-м годах, в рамках обсуждения вопросов разоружения и международной безопасности, тайские и украинские дипломаты сотрудничали в ходе обсуждения обновленной Резолюции ГА ООН о запрете противопехотных мин.
- Октябрь 2004 года — состоялась рабочая поездка в Киев группы тайских дипломатов, в рамках которой были проведены консультации по согласованию подходов к имплементации Конвенции о запрещении противопехотных мин.
- 2005 год — Украина согласилась стать соавтором обновленного документа, а также ратифицировала соответствующую Конвенцию.

Таиланд также с пониманием отнесся к объявлению Заявления ГА ООН по празднованию 70-й годовщины Голодомора в Украине.
- 26-е сентября 2011 года — министр иностранных дел Украины провел встречу с Министром иностранных дел Таиланда С. Товичакчайкулом[англ.] в рамках работы 66-й сессии ГА ООН в Нью-Йорке.
- 27-го марта 2014 года — Таиланд входит в сотню государств, поддержавших резолюцию ГА ООН «Территориальная целостность Украины».
- 2016 год — присоединение Таиланда в круг соавторов резолюции «Сотрудничество и помощь Украине в сфере прав человека», одобренной в ходе июньской сессии СПЧ ООН.
- Июнь 2017 года — в ходе переговоров руководителей внешнеполитических ведомств двух стран, проведенных в рамках официального визита П. А. Климкина в Таиланд, Королевство продолжает придерживаться позиции по поддержке территориальной целостности и суверенитета Украины.

| Представительства стран |
| --- |
| - Интересы Таиланда в Украине представляет Посольство Королевства Таиланд в Республике Польша. - В Украине Таиланд представлен консульством, располагающимся в городе Киев. - Посольство Украины в Королевстве Таиланд располагается в городе Бангкок. |